# 富貴烤雙方
富貴烤雙方又稱富貴雙方，是一道彭長貴創作的湘菜。最早出現於國宴中，亦在湘菜館中出現。

## 由來
彭老有位做火腿的朋友，三天兩頭就要調頭寸。正所謂「救急不救窮」，為了幫助這位朋友，彭老嘗試了11次才滿意。設計出《富貴雙方》這道廣受外國使節喜愛的國宴料理。《富貴雙方》取用了火腿最精華的部位-腱心肉，經三次慢火蒸透後，再以桂花醬醃漬；素方則採精選豆腐皮，裹上開陽及蔬菜泥後酥炸。上桌時，以素方將飽涵沁人桂花清香的火腿肉片合夾後食用，每一口都可感受酥軟、甜鹹兩種對比的滋味。而後，彭老利用火腿較次的部位做出一般的「蜜汁火腿」，將此道菜傳授給其他湘菜館，使得這道菜廣為流傳，在許多筵席中「富貴」了起來，也因此富貴了那位做火腿的朋友，無須再借貸度日。

## 作法
採火腿中間最質優的腱心肉部分切成薄片後，灑上棉糖以中和鹹味，接著包上耐熱的玻璃紙，以荷葉捆緊烤熟，製成蜜汁火腿。再用豆腐皮和著蝦米、火腿蓉，裹上麵粉酥炸製成烤素方。另配有特製麵包皮，於上菜時分開擺放，將蜜汁火腿及烤素方包入特製麵包皮中食用。